# Victor XX
Pour plus de détails, voir Fiche technique et Distribution.
Victor XX est un court métrage espagnol de 20 minutes écrit et réalisé par Ian Garrido López, sorti en 2015.
Le titre mélange masculin avec Victor et féminin avec XX, les deux chromosomes caractéristiques du sexe féminin.

## Synopsis
Une femme s'interroge sur son identité sexuelle.

## Fiche technique
- Titre : Victor XX
- Réalisation : Ian Garrido López
- Scénario : Ian Garrido López
- Producteur :
- Musique :
- Pays d'origine :  Espagne
- Langue d'origine : Espagnol
- Genre : Drame, romance saphique
- Lieux de tournage :
- Durée : 20 minutes
- Date de sortie :
  -  France : 22 mai 2015 au Festival de Cannes
  -  États-Unis :
    - 10 octobre 2015 au Festival international du film des Hamptons
    - 6 novembre 2015 à l'AFI Fest
    - 12 mars 2015 au South by Southwest

## Distribution
- Alba Martínez : Mari / Victor
- Shei Benzidour : Rahma
- Yolanda Cruz : Mari Ángeles
- Roser Tapias : Sara

## Distinctions

### Récompenses
- Festival de Cannes 2015 : Troisième prix de la Cinéfondation (ex-aequo) 2015[1]
- Festival du film de Tampere 2016 : diplôme du mérite, compétition internationale[2]

### Nominations
- Festival de Cannes 2015 : Queer Palm[3]
- AFI Fest 2015 : Grand Prix du jury pour un court métrage narratif[3]
- Festival du film de Tampere 2016 : meilleure fiction[3]
- Festival du film de Sarasota 2016 : prix du jury en courts métrages[3]